# Ӑ (кирилиця)
Ӑ, ӑ — кирилична літера, 2-га літера чуваської абетки, утворена від А. Позначає огублений голосний звук заднього ряду низького піднесення /ɒ/, між приголосними не вимовляється (нп. сӑтел). На письмі її заміняють на АЪ.
Букву ввів Іван Яковлєв 1873 року в «Букварі для чувашів із застосуванням російської абетки». 